# Districtul Hadjout
hadjout este un district din provincia Tipaza, Algeria.